# 游以敬墓
游以敬墓，是位于中国福建省宁德市柘荣县黄柏乡上黄柏村西南300米的一个明代古墓葬，2011年7月入选第八批柘荣县文物保护单位。
游以敬墓是历史名人游朴的高祖父游以敬的墓地，坐西南朝东北，整体为石构，地面呈风字形，通面阔6.6米，通进深10.58米，占地面积69.83平方米。有三级墓埕，第三级上的神桌高1.1米，进深0.58米，面阔1.9米，其上建有一座三楼式单檐歇山顶享亭，立面有花卉和麒麟等浮雕。由于该墓系柘荣地区游姓始祖之墓葬，近年来多有两岸三地游氏宗人前来祭拜。